# Blautopf
Blautopf (njemačka riječ za plavi lonac, "blau" znači plavo) 
je izvor iz kojeg rijeka Blau u kršovitim krajoliku Švapske Jure izvire kao ponornica. 
Predstavlja odljev sustava koji utječe oko 14,5 km istočno u grada Ulma u Dunav.
Nalazi se u južnoj Njemačkoj saveznoj pokrajini Baden-Württembergu u gradu Blaubeurenu, oko 16 km zapadno od grada Ulmu. 
Voda izlazi s visokim pritiskom i u svojoj najdubljoj točki Blautopf ima dubinu od 21 metara. Voda je intenzivne plave boje.

## Vanjske poveznice
- Webstranica Blautopf (njem.)
- Webstranica grada Blaubeuren (njem.)  Arhivirana inačica izvorne stranice od 10. siječnja 2010. (Wayback Machine)